# 아스투리아스 여공 마리아 데 라스 메르세데스
아스투리아스 여공 마리아 데 라스 메르세데스(María de las Mercedes, Princess of Asturias, 1880년 6월 24일 ~ 1904년 6월 26일)는 스페인의 국왕 알폰소 12세와 그의 두 번째 부인 마리아 크리스티나 사이에서 태어난 장남이다. 그녀는 24년 동안 스페인의 왕으로 추정되는 상속녀인 아스투리아스의 여공이었다.
만약 그녀의 동생이 알폰소 12세의 사망으로 태어나지 않았다면, 메르세데스는 스페인의 여왕이 되었을 것이다. 그 동생은 남자 아이인 것으로 판명되었고, 1886년에 그가 태어났을 때, 메르세데스는 여왕이 아니었다. 그녀는 자신이 죽을 때까지 유지했던 상속녀 추정직을 다시 시작했고, 그녀의 어린 아들 알폰소 13세가 아직 결혼하지 않고 합법적인 아이를 낳았고 그것을 계승했다.
메르세데스는 1901년 2월 14일 마드리드에서 그녀의 2촌 조카인 부르봉 양시칠리아 왕자 카를로스와 결혼하여 스페인의 인판타로 승격되었다. 이 결혼은 그녀의 시아버지와 칼리스 가문의 유대 관계 때문에 큰 논란이 되었다. 그녀는 3년 후 셋째 아이를 출산하던 중 합병증으로 사망했다.

## 참고 문헌
- Aronson, Theo. Royal Vendetta : The Crown of Spain 1829 -1965. The Bobbs Merrill Company, Inc. 1966. ASIN B0006BO4QO
- Mateos Sainz de Medrano, Ricardo La Reina María Cristina: Madre de Alfonso XIII y Regente de España. La Esfera de los Libros. 2007. ISBN 978-8497346382
- Puga, María Teresa. 20 infantas de España: Sus vidas, entre las ilusiones y el destino. Ed. Juventud,  Barcelona, 1998. ISBN 978-84-261-3084-6